# Шарль де Мончі
Шарль де Мончі (фр. Charles de Monchy d'Hocquincourt; 1599 — 13 червня 1658) — військовий діяч Французького королівства, маршал Франції.

## Життєпис
Походить з впливового пікардійського шляхетського роду Мончі. Син Доржа де Мончі, маркіза д'Окінкур, та його кузини Клод де Мончі. Здобув класичну освіту.
Брав участь у початкових битвах Тридцятирічної війни. 1628 року оженився з представницею роду д'Етамп. 1636 року призначається губернатора французьких міст Перонни, Мондід'є та Рое. 1639 року стає табірним маршалом. Відзначився у битві біля Марфе в князівстві Седан проти іспанців, незважаючи на перемогу останніх. 1642 року звитяжив у битві біля Леріди та Руссільйона. У 1646 році діяв в Німеччині, де відзначився у битві біля Шорндорфу, а 1647 року — біля Тюбінгену.
1650 року керував лівим крилом королівського війська проти армії фрондерів на чолі із Генріхом де Тюренном в битві біля Ретеля, де Тюренн зазнав поразки. 1651 року стає маршалом Франції. 1652 року зазнав поразки у битві біля Блено від іспанського війська на чолі із Людовиком де Конде. 1653 року очолив війська в Каталонії, де без успіху облягав Жирону. Після цього завдав поразки іспанців біля Бордільса. 1654 року брав участь в обороні Аррасу від військ Людовика де Конде, але не зміг захопити останнього.
Втім невдовзі під впливом аристократок з Фронди перейшов на бік Іспанії. Спробував захопив важливе місто Перонн, але цього недозволив його син Жорж де Мончі, що став губернатором Перонну. Потім йому було доручено оборону Дюнкерку. 1658 року брав участь у битві в Дюнах, де загинув.

## Родина
Дружина — Елеонора, донька Клода д'Етампа, барона де ла Ферте-Імбо
Діти:
- Жорж (д/н—після 1688), маркіз, губернатор Перонн, генерал-лейтенант Королівських армій (1655), табірний маршал Бретанський полк, виступив проти батька, який хотів доставити місто Перонну іспанцям;
- Арман де Мончі (д/н -1679), єпископ Верден
- Жак (? -1652);
- Домінік (? -1665)
- Оноре
- Габріель (1643—1675), очільник кінних королівських гвардійців
- Клод
- Маргарита